# Jan Stick
Pour les articles homonymes, voir Stick.
Jan Stick est une femme politique (yukonnaise) canadienne, elle est élue députée qui représente de la circonscription de Riverdale-Sud à l'Assemblée législative du Yukon lors de l'élection yukonnaise du 11 octobre 2011 et elle est membre du caucus du Nouveau Parti démocratique du Yukon.